# Istoria filmului științifico-fantastic
Filmul științifico-fantastic este un gen de film care utilizează ficțiunea speculativă pe bază de reprezentări de fenomene care nu sunt neapărat acceptate de știința contemporană, cum ar fi: viața extraterestră în cultura populară; planete și civilizații extraterestre; călătorii în timp; roboți sofisticați, nave spațiale futuristice și alte tehnologii.
Filmul științifico-fantastic a fost adesea folosit pentru a oferi comentarii sociale sau politice, precum și de a explora probleme filozofice, cum ar fi condiția umană. Filme științifico-fantastice au fost produse și televiziune, de asemenea s-au realizat numeroase seriale TV științifico-fantastice.

## Primele filme
Începuturile filmului științifico-fantastic coincid cu debutul cinematografiei.  Scurtmetrajul lui Georges Méliès, Gugusse et l'Automate (1859), este primul științifico-fantastic, considerat astăzi un film pierdut.
Primul film științifico-fantastic care s-a păstrat este considerat Voiajul în lună (Le voyage dans la Lune, 1902) realizat de Georges Méliès, în care prezintă o călătorie spre Lună a unei navete spațiale. Filmul este bazat pe romanele lui Jules Verne (De la Pământ la Lună) și/sau H. G. Wells (Primii oameni în Lună).
Apar mai multe filme bazate pe lucrări scrise: Frankenstein (1910, o adaptare după romanul cu același nume scris de M. Shelley); Dr. Jekyll and Mr. Hyde (1912, bazat pe o nuvelă de R. L. Stevenson); sau 20.000 leghe sub mări (1916,  bazat pe romanul omonim scris de J. Verne). Filmul Homunculus din 1916 este primul care descrie o ființă artificială lipsită de spirit motivațional.

## Filme de lung metraj
În anii 1920, creatorii europeni de film au tendința de a utiliza filmul științifico-fantastic pentru predicții și comentarii sociale, așa cum reiese din filmele germane Metropolis (1927) sau Femeia în lună (1929). Metropolis este considerat primul film de lung metraj științifico-fantastic. Alte filme SF notabile din perioada filmelor mute sunt Voyage à travers l'impossible (1904), The Motorist (1906), À la conquête du pôle (1912), Himmelskibet (1918), Cabinetul doctorului Caligari (1920), Der Golem (1920), L'uomo meccanico (1921), Paris qui dort (1923), Aelita (1924), Luch Smerti (1925) și O lume dispărută (1925).

## Filme de categorie B
În anii 1930 - anii 1940 cele mai multe filme SF au fost producții cu buget redus, așa numitele filme de categorie B. Dintre acestea, cele mai notabile sunt Just Imagine (1930), King Kong (1933), Things to Come (1936) sau Ultimul orizont (1937). Din 1936, mai multe benzi desenate au fost adaptate ca  seriale cinematografice, cele mai notabile fiind Flash Gordon și Buck Rogers, amândouă cu actorul Buster Crabbe. Aceste seriale și benzile desenate care le-au inspirat sunt foarte populare în rândul publicului (occidental). Printre alte filme SF notabile din anii 1930 se numără Frankenstein (1931), Mireasa lui Frankenstein (1935), Doctor X (1932), Dr. Jekyll și Mr. Hyde (1931), F.P.1 nu răspunde (1932), Island of Lost Souls (1932), Deluge (1933), Omul invizibil (1933), Stăpânul lumii (1934), Mad Love (1935), Trans-Atlantic Tunnel (1935), The Devil-Doll (1936), The Invisible Ray (1936), The Man Who Changed His Mind (1936), The Walking Dead (1936), Non-Stop New York (1937) și The Return of Doctor X (1939). În anii 1940 au avut premiera filme SF notabile ca Before I Hang (1940), Black Friday (1940), Dr. Cyclops (1940), The Devil Commands (1941), Doctorul Jekyll și Domnul Hyde (1941), Man Made Monster (1941), It Happened Tomorrow (1944), It Happens Every Spring (1949) și The Perfect Woman (1949). Odată cu lansarea filmelor Destinație Luna (1950) și Racheta X-M (1950) a început ceea ce mulți oameni consideră „epoca de aur a filmului științifico-fantastic”.

## Filmele din Epoca de Aur
Cu ajutorul lucrărilor scriitorilor din Epoca de Aur, a progreselor în efectele speciale și datorită dorinței publicului pentru materiale care să trateze progresul tehnologic al timpului, s-au format toate elementele pentru a fi create opere semnificative ale filmului științifico-fantastic. Prin urmare, în anii 1950 s-au produs filme ca Destinație Luna, Them!, Invazia jefuitorilor de trupuri, Planeta interzisă și multe altele. Multe din aceste filme se bazează pe lucrări scrise de autori descoperiți de Campbell. The Thing from Another World este ecranizarea unei povestiri a lui Campbell, Them și Invazia jefuitorilor de trupuri sunt bazate pe romanele lui Jack Finney, Destinație Luna pe un roman al lui Heinlein, The Beast from 20,000 Fathoms se bazează pe o povestire a lui Ray Bradbury. Romanele cu catastrofe „confortabile” ale lui John Wyndham, inclusiv Ziua trifidelor (1951) și The Kraken Wakes (1953), au furnizat și ele cinematografiei materiale importante.
În cinematografia anilor 1950, apare un nou sub-gen de filme, kaijū (în japoneză 怪獣 cu sensul de bestie/creatură ciudată). În aceste filme apar creaturi mari de orice formă, care atacă de obicei un oraș important sau intră în luptă cu alți monștri. Primul film kaiju este Gojira (Godzilla, 1954), regizat de Ishirō Honda.

## Maturizarea filmelor SF

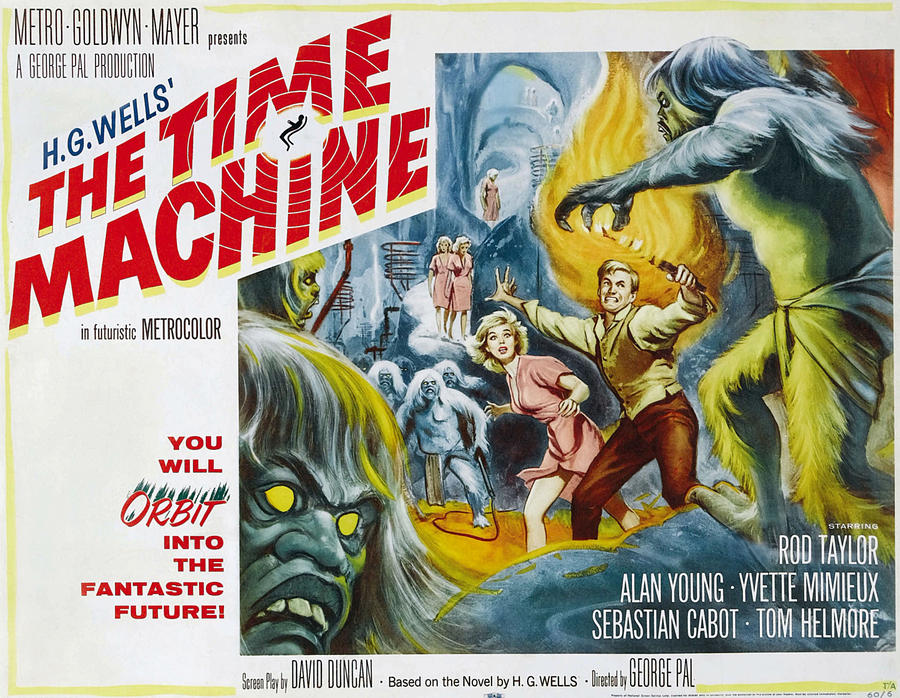
Afiș din 1960 al filmului Mașina timpului

În 1960, apare filmul Mașina timpului  regizat de George Pal.  Este prima ecranizare a romanului cu același nume al scriitorului englez H. G. Wells. Alte  filme cu călătorii în timp: World Without End (1956), Un yankeu la curtea regelui Arthur (1949), It Happened Tomorrow (fantastic, 1944) .
În 1964, apare Dr. Strangelove, realizat în alb-negru în regia lui Stanley Kubrick, având în rolurile principale pe Peter Sellers, George C. Scott, Sterling Hayden, Keenan Wynn și Slim Pickens. Dr. Strangelove satirizează Războiul Rece și armele nucleare.
În 1965, apare filmul SF noir al regizorului francez Jean-Luc Godard, Alphaville, în care regizorul a folosit mediul științifico-fantastic distopic și apocaliptic  pentru a explora limbajul și societatea.
Filmele științifico-fantastice s-au inspirat din schimbările genului odată cu apariția noului val. 2001: O odisee spațială (1968) și Portocala mecanică (1971), ambele regizate de Stanley Kubrick,  au dat formă vizuală noului stil al genului. O mulțime de alte filme, inclusiv THX 1138 și Hrana verde, au reprezentat un viitor distopic.
La 2 octombrie 1959, este transmis în premieră pe CBS primul episod al serialului de televiziune creat de Rod Serling, Zona crepusculară. Popularitate serialului a dus la realizarea unui film artistic în 1983 și a încă două seriale omonime de televiziune în 1985 și 2002.
În 1963, apare la BBC serialul cu călătorii în timp Doctor Who. Serialul original a durat până în 1989 și a fost reînviat în 2005 cu episodul „Rose”.
Star Trek, produs de Gene Roddenberry, a avut premiera în 1966 pe NBC. Chiar dacă a fost anulat după trei sezoane datorită audienței scăzute, a căpătat statutul de cult în anii 1970, dând naștere altor șase seriale de televiziune, 13 filme de lung metraj și numeroase cărți, jocuri și alte produse.

## Anii 1970
În 1977, a apărut primul film din seria de filme Războiul stelelor concepută de George Lucas, film identificat acum ca Războiul stelelor - Episodul IV: O nouă speranță. Seria a continuat să devină un fenomen de cultură populară la nivel mondial și a treia serie de filme cu cele mai mari încasări. Filmul din 1977 a dus la crearea a trei trilogii de filme, cărți, seriile de televiziune, jocuri video, benzi desenate și filme produse de fani. 
În 1977, în România apare filmul lui Ion Popescu-Gopo, Povestea dragostei, o adaptare cinematografică în manieră științifico-fantastică a basmului „Povestea porcului” (1876) de Ion Creangă.
Printre alte seriale TV notabile din această perioadă se numără The Prisoner, La Limita Imposibilului (The Outer Limits) sau Lost in Space.

## Anii 1980
În 1982, apare filmul Vânătorul de recompense (Blade Runner), în regia lui Ridley Scott, acesta este considerat primul film cyberpunk. Bazat pe romanul lui Philip K. Dick, Visează androizii oi electrice?. În film interpretează, în rolurile principale, Harrison Ford, Rutger Hauer, Sean Young, Edward James Olmos și Daryl Hannah. Este urmat de filmul Vânătorul de recompense 2049 din 2017.
În 1987, Star Trek: Generația următoare a dus la un șuvoi de seriale noi, inclusiv alte seriale Star Trek (Deep Space 9, Voyager și Enterprise) și Babylon 5. Piticul roșu (Red Dwarf), un serial de comedie științifico-fantastic care a avut premiera pe BBC Two în 1988, a fost foarte apreciat de publicul larg. Dosarele X, cu un scenariu bazat pe teorii conspirative și OZN-uri, a fost creat de Chris Carter și a fost transmis în premieră pe FOX între 1993 și 2002. Stargate, un film despre astronauți antici și teleportare interstelară, a fost lansat în 1994. Stargate SG-1 a avut premiera în 1997 și a avut 10 sezoane. Au urmat serialele Stargate Infinity, Stargate Atlantis și Stargate Universe.

## Anii 1990
În 1995, apare filmul Armata celor 12 maimuțe (12 Monkeys), regizat de Terry Gilliam, cu Bruce Willis, Madeleine Stowe, Brad Pitt și Christopher Plummer. Filmul este inspirat de un film scurt realizat de Chris Marker în 1962, La jetée.

## Vezi și
- Istoria științifico-fantasticului
- Cronologia științifico-fantasticului
- Istoria filmului